# Убиј ме нежно
„Убиј ме нежно” је југословенски и словеначки филм први пут приказан 6. децембра 1979 године. Режирао га је Боштјан Хладник а сценарио је написао Францек Рудолф.

## Улоге
| Глумац           | Улога |
| ---------------- | ----- |
| Душа Почкај      |       |
| Марина Урбанц    |       |
| Игор Самобор     |       |
| Миранда Цахарија |       |
| Јанез Старина    |       |
| Вида Левстик     |       |
| Макс Фуријан     |       |
| Јанез Долинар    |       |
| Сергеј Побегајло |       |
| Само Нецимар     |       |

Остале улоге  ▼
| Глумац           | Улога |
| ---------------- | ----- |
| Вероника Дролц   |       |
| Андреја Дреу     |       |
| Лили Брајер      |       |
| Ема Курент       |       |
| Борут Телбан     |       |
| Драган Живадинов |       |
| Матјаж Кучар     |       |